# مراد تبرسقی
مراد تبرسقی (انگلیسی: Mourad Tebourski؛ زادهٔ ۲۹ اوت ۱۹۶۲) بازیکن والیبال اهل تونس بود.